# Simón Bolívar (película de 1942)
Simón Bolívar es una película de drama histórico mexicana de 1942 dirigida por Miguel Contreras Torres y protagonizada por Julián Soler, Marina Tamayo y Carlos Orellana. Es una película biográfica del revolucionario Simón Bolívar que luchó para poner fin al dominio español en gran parte de América Latina.

## Reparto
- Julián Soler como Simón Bolívar.
- Marina Tamayo como Manuela Sáenz.
- Carlos Orellana como General José Antonio Páez.
- Margarita Mora como Josefina Machado.
- Anita Blanch como Fanny du Villars.
- Domingo Soler como General Jacinto Lara.
- Pedro Armendáriz como General Briceño Méndez.
- Julio Villarreal como General Pablo Morillo.
- Carlos López Moctezuma como General José Tomás Boves.
- Francisco Jambrina como Mariscal Antonio José de Sucre.
- Miguel Inclán como Sargento Pérez.
- Carmen Molina como María Teresa del Toro.
- Tito Junco como General Francisco de Paula Santander.
- Alberto G. Vázquez como José de San Martín.
- Víctor Manuel Mendoza como José de la Mar (como Manuel Mendoza López).
- Víctor Urruchúa como General José María Córdova.
- Miguel Tamayo como Francisco de Miranda.
- Eduardo González Pliego como Carlos Soublette (como J. González Pliego)
- Felipe Montoya como Mariano Montilla.
- Ricardo Beltri como Canónigo Córtes de Madariega.
- Alberto Espinoza como Félix Rivas.
- Manuel Dondé como Piar.
- Manolo Fábregas como Fernando Bolívar (como Manuel Sánchez Navarro Jr.)
- Francisco Laboriel como Camejo.
- Carlos L. Cabello como Miller.
- Arturo Soto Rangel como Marqués y Coronel del Toro.
- Max Meyer como Barón de Humboldt (como Max Mayer).
- Feliciano Rueda como Doctor Reverand.
- Ricardo Carti como Bacuero.
- Ernesto Finance como Obispo Estévez.
- Luis G. Barreiro como General Barreiro.
- José Pidal como General Monteverde (como José A. Pidal)
- Ramón G. Larrea como La Torre (como Ramón García Larrea).
- Victorio Blanco como Renovales.
- Consuelo de Alba como Anita L. Blanchard
- Margarita Cortés como María Antonia Bolívar.
- Mercedes Cortés como Juana Bolívar.
- Conchita Gentil Arcos como Señora del Toro.
- Eduardo Arozamena como Presidente del Congreso del Perú (no acreditado).
- Manuel Arvide (no acreditado).
- Carolina Barret como Mujer en baile (no acreditada).
- Alfonso Bedoya como Conspirador Padilla (no acreditado).
- Clifford Carr (no acreditado).
- Florencio Castelló (no acreditado).
- Roberto Cañedo (no acreditado).
- José Escanero (no acreditado).
- Edmundo Espino (no acreditado).
- Alberto Galán como Profesor Simón Rodríguez (no acreditado).
- Andrés Huesca (no acreditado).
- Jesús Melgarejo (no acreditado).
- José Elías Moreno (no acreditado).
- Manolo Noriega como Doctor (no acreditado).